# Quinto Vicentino
Quinto Vicentino (IPA: /ˈkwinto viˈtʃen(ː)tino/; Quinto Vixentin o, più semplicemente, Quinto in veneto, IPA: /ˈkwinto/) è un comune italiano di 5 814 abitanti della provincia di Vicenza in Veneto.
Il municipio è ospitato in Villa Thiene, opera di Andrea Palladio risalente agli anni 1545-1546.

## Origini del nome
Il nome prende origine dal fatto che il paese è posto alla "quinta" pietra miliare romana da Vicenza. Le pietre miliari erano difatti poste una ogni miglio lungo le strade principali dell'antica Roma, in questo caso la Via Postumia che collegava Genova con Aquileia. Un miglio romano corrispondeva a circa 1480 m. e, pertanto, Quinto Vicentino distava circa 7,4 km da Vicenza.

## Storia

### Medioevo ed età moderna
Tanto il Barbarano che il Pagliarino fanno cenno ad un "fortissimo castello" posseduto in questa località dai nobili da Lanzè, che erano insediati sul posto fin dal XII secolo. Anche se non si sono trovati documenti in proposito, è abbastanza verosimile che il castello sia stato costruito da questi nobili e poi distrutto durante le lotte tra vicentini e padovani.
Verso la metà del Trecento, durante la signoria scaligera, il territorio di Quinto fu sottoposto, sotto l'aspetto amministrativo, al Vicariato civile di Camisano e tale rimase, anche sotto la dominazione veneziana, sino alla fine del XVIII secolo.
Nel 1404 - insieme con Vicenza e tutto il territorio vicentino - Quinto entrò a far parte dei Domini di Terraferma della Serenissima e vi rimase fino al passaggio all'Austria nel 1797.

### Simboli
Lo stemma è stato concesso con regio decreto del 10 marzo 1932.
Il gonfalone, concesso con D.P.R. del 24 gennaio 1956, è un drappo partito di verde e di rosso.

## Monumenti e luoghi d'interesse

### Architetture religiose
- Chiesa parrocchiale di San Giorgio, nel capoluogo. Il nome del santo titolare fa pensare ad un'origine romana o longobarda. La chiesa, soggetta alla pieve di Santa Maria di Bolzano, era già parrocchiale quando vennero compilate le Rationes decimarum alla fine del XIII secolo[4]. L´attuale edificio risale alla metà del sec. XVIII.
- Chiesa parrocchiale dei Santi Biagio e Rocco, a Lanzè
- Chiesa parrocchiale di San Michele Arcangelo a Valproto

### Architetture civili
- Villa Thiene, costruita da Andrea Palladio a partire dal 1542, probabilmente basandosi su un progetto di Giulio Romano, e ampiamente rimaneggiata da Francesco Muttoni in anni anteriori al 1740, che conferì all'edificio l'aspetto attuale.

## Società

### Evoluzione demografica
Abitanti censiti

## Cultura

### Istruzione
A Quinto, capoluogo e frazioni, vi sono tre scuole dell'infanzia, una scuola primaria e una scuola secondaria inferiore.
A Lanzè vi è anche un asilo nido integrato.
Nel capoluogo vi è anche la Biblioteca comunale, che fa parte della rete di biblioteche vicentine.

### Eventi
- Nel fine settimana più prossimo al 10 novembre si tiene una tradizionale festa contadina ("Fiera di San Martino") con rappresentazione di antichi mestieri artigiani in costume d'epoca, in occasione dell'estate di San Martino.
- Il patrono del capoluogo, San Giorgio, è ricordato invece con la "Sagra" del 23 aprile, i cui festeggiamenti comprendono anche la ricorrenza civile del 25 aprile successivo.
- La festa patronale della frazione di Valproto si tiene nel mese di settembre con la locale Sagra di San Michele.[12]
- Nell'ultima domenica di novembre si organizza la "Marcia del Palladio" manifestazione podistica non competitiva.

## Amministrazione
| Periodo | Periodo   | Primo cittadino   | Partito         | Carica                  | Note |
| ------- | --------- | ----------------- | --------------- | ----------------------- | ---- |
| 1985    | 1991      | Carlo Agostini    | DC              | Sindaco                 |      |
| 1991    | 1994      | Pierangelo Bellin | DC              | Sindaco                 |      |
| 1994    | 1994      | Antonella Pagano  |                 | Commissario prefettizio |      |
| 1994    | 1998      | Pierangelo Bellin | Centro          | Sindaco                 |      |
| 1998    | 2003      | Pierangelo Bellin | centro-sinistra | Sindaco                 |      |
| 2003    | 2008      | Secondo Pillan    | centro-sinistra | Sindaco                 |      |
| 2008    | 2013      | Valter Gasparotto | centro-destra   | Sindaco                 |      |
| 2013    | 2023      | Renzo Segato      | centro-sinistra | Sindaco                 |      |
| 2023    | in carica | Stefano Ferrarini | lista civica    | Sindaco                 |      |

### Variazioni
La denominazione del comune fino al 1867 era Quinto.